# Sérgio Lucas
Sérgio Lucas (São Pedro do Sul, 9 de julho de 1976) é um cantor português. Tornou-se conhecido quando participou em na 2.ª edição do talent show Ídolos, da SIC, do qual se sagrou vencedor.

## Biografia
1985: Entra para o grupo coral da igreja da sua área de residência, onde permanece durante sete anos.
1987: Vence o Festival da Canção Infantil de São Pedro do Sul, organizado pela Rádio Lafões.
1987: Participa também em espetáculos como "Ulisses", "Argos" e "O Profeta" no Tito Agra Amorim. Com esse grupo, participa em encontros de teatro a nível nacional, como encontros de teatro na escola e NO encontro nacional de teatro jovem do Porto.
1987: Participa na peça infantil "O Farruncha".
1988: Membro fundador da banda Lezyriah, com a qual vence concursos de bandas a nível escolar.
1988: Entra para o grupo de Expressão Dramática da Escola SecundárIa de S. Pedro do Sul.
1992: Membro fundador da banda Sekmet, com a qual grava um álbum e faz digressão por diversos locais do país.
2003: Com a sua banda The Wish ganha diversos concursos a nível nacional e grava um tema para a compilação de bandas Aculturação, organizada pelo Bloco de Esquerda.
2004: Vence a 2.ª edição do concurso Ídolos.
2005: Participa em espetáculos musicais para a SIC: "Sangue Latino" e "13, O Número da Sorte", de Henrique e Nuno Feist.
2006: Grava o seu primeiro álbum de originais, "Até Ao Fim", gravado e masterizado por Luís Jardim.
2006: Como entertainer, participa na final do Festival da Canção Juvenil, da RTP, no Teatro Tivoli.
2006: Protagoniza o musical "Sexta-Feira 13", com encenação de António Feio.
2006: Participa na Festa de Natal da Rádio Renascença, sob direcção de Henrique Feist, no Teatro da Trindade.
2006: Participa em diversos espetáculos de solidariedade, inclusive um para a Cruz Vermelha, emitido pela RTP.
2007: Em "Jesus Cristo Superstar", de Filipe La Féria, interpreta, como solista, o papel de "Simão Zelotes", no Teatro Politeama e no Portimão Arena.
2007: Participa no espetáculo "Animais Nocturnos" de Wanda Stuart.
2009: Foi semifinalista do Festival RTP da Canção desse ano, com o tema "Procuro-me Em Ti".
2009: Sob direcção de Pedro Ribeiro, gravou spots e separadores para a Rádio Comercialem 2008 e 2009.
2010: Grava o seu segundo álbum de originais, "Vícios".
2011: Lança o seu primeiro livro de poesia, Camaleão.
2011: Participa como cantor residente no programa Chamar a Música, da SIC.
2011/2012: Solista no musical "Pinóquio", de Filipe la Féria, no papel do Grilo Falante.
2012: cantor convidado da Orquestra Nacional de Jovens, no festival de Dança e Música da Figueira da Foz.
2012/2013 Solista no musical "Peter Pan", de Filipe la Féria, no papel de Barrica/Canudo.
2013: participa como cantor na Gala dos Globos de Ouro, da SIC.

## Participações em espetáculos[nota 1]
- Camaleão Virtual Rock
- Sexta-Feira 13
- Sangue Latino
- 13, O número da Sorte
- Jesus Cristo Superstar
- Animais Nocturnos
- West Side Story - Amor Sem Barreira
- Máquina de Somar
- Pínóquio
- Peter Pan
- Globos de Ouro
- Robin dos Bosques
- O Principezinho

## Discografia
- Qual a Cor[4]
- Até ao Fim, Som Livre (2006)[4][5]
- Vícios, JBJ, (2010)[2][6]